# Glück-Auf Sterkrade
Glück-Auf Sterkrade (offiziell: Sportclub Glück-Auf Sterkrade 1937 e.V.) ist ein Sportverein aus dem Oberhausener Stadtteil Sterkrade. Die erste Fußballmannschaft spielte ein Jahr in der höchsten niederrheinischen Amateurliga.

## Geschichte
Im Süden Sterkrades existierte der Fußballverein Germania Sterkrade. Dieser fusionierte mit dem SV Sterkrade-Nord, so dass es im Süden Sterkrades keinen Fußballverein mehr gab. 1937 wurde ein neuer Verein gegründet, der sich sofort dem Radsportclub Glück-Auf Sterkrade anschloss. Hieraus wurde später der heutige SC Glück-Auf Sterkrade. 1946 qualifizierten sich die Sterkrader für die neu geschaffene Bezirksliga Rechter Niederrhein, aus der die Mannschaft prompt abstieg. Bis in die 1960er Jahre hinein blieb Glück-Auf eine Spitzenmannschaft in der Bezirksklasse, ohne dabei jedoch ernsthaft in den Meisterschaftskampf einzugreifen. Höhepunkte dieser Ära waren die Vizemeisterschaften 1958 und 1959 hinter der SpVgg Sterkrade-Nord bzw. Concordia Lirich. Im Jahre 1973 stiegen die Sterkrader in die Kreisklasse ab und kehrten vier Jahre später zurück. In den folgenden Jahrzehnten pendelte der Verein zwischen Bezirks- und Kreisliga und rutschte in den 2000er Jahren bis in die Kreisliga B hinab. Seit dem Aufstieg im Jahre 2007 tritt Glück-Auf in der Kreisliga A an.

## Persönlichkeiten
- Carina Chojnacki